# Деруент
Деруент (англ. Derwent River, палава-кані timtumili minanya) — річка на острові Тасманія (Австралія). Бере початок з озера Сент-Клер, розташованого в центральній частині острова, і тече в південно-східному напрямку в бік Гобарта — столиці штату Тасманія. Довжина річки становить 215 км.
Нижче міста Нью-Норфолк річка Деруент стає набагато ширшою, поступово перетворюючись в естуарій, що проходить через Гобарт і впадає у затоку Сторм, неподалік від північного краю острова Бруні. Нижня частина естуарію являє собою широку бухту, в якій знаходиться порт міста Гобарт.
Історія дослідження та освоєння річки Деруент тісно пов'язана з історією всієї Тасманії. Саме біля річки Деруент на початку XIX століття було засновано перше європейське поселення на острові (який у той час називався Землею Ван-Дімена), а незабаром після цього на її березі було засновано місто Гобарт, яке стало столицею Тасманії.
Річка Деруент забезпечує значну частину питної води для населених пунктів, що знаходяться в її басейні, а також є істотним джерелом електричної енергії, що виробляється декількома гідроелектростанціями, які були побудовані на річці і її притоках у 1930-х — 1960-х роках.
Річка Деруент є частиною об'єкта Світової спадщини ЮНЕСКО «Дика природа Тасманії».

## Історія

### До XIX століття
Багато років тому берега річки були покриті лісами та заселені аборигенами — зокрема, представниками племені муеніа, які заселили ці місця принаймні за 8 тисяч років до того, як тут було створено перше британське поселення.

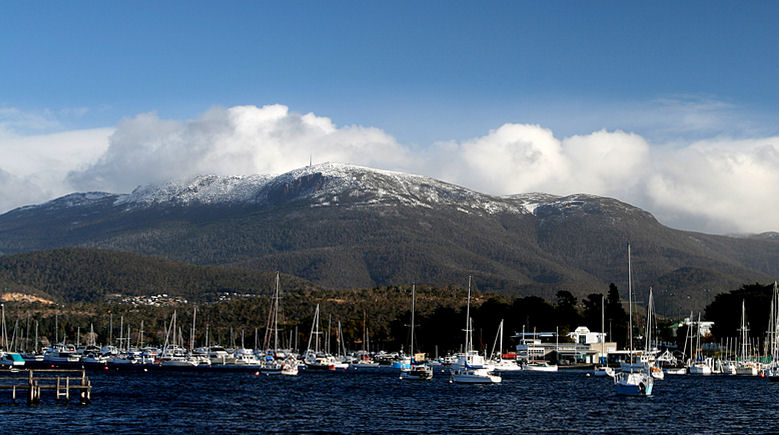
Вид на гору Веллінгтон з річки Деруент

У січні-лютому 1793 в районі затоки Сторм побувала експедиція французького мореплавця Жозефа Антуана де Брюн д'Антркасто. Досліджуючи північну край затоки, офіцер експедиції д'Антркасто Шарль-Франсуа Ботан-Бопре і його супутники виявили, що туди впадає велика річка, яка була названа ними фр. Rivière du Nord, дос. «Північна річка».
У 1793 році, через кілька місяців після експедиції д'Антркасто, цей район досліджував англійський мореплавець Джон Гейз, і він назвав цю річку Деруент (Derwent), на честь річки Деруент в Камбрії (графстві на північному заході Англії), яка протікала поруч з місцем, де він народився. Джон Гейз використовував назву Деруент тільки для верхньої (за течією) частині річки. Згодом інший англійський мандрівник Метью Фліндерс переніс її на всю річку.
Існують різні версії про походження англійської назви Derwent. Згідно з однією з них вважають, що це слово кельтською мовою означає «чиста вода» (або «прозора вода» — англ. Clear water). Згідно з іншою версією, ця назва походить від бритського derventio («долина, заросла дубами») і валлійського аналога derw — «дубовий».

### XIX століття
У березня 1803 губернатор Нового Південного Уельсу Філіп Рідлі Кінг доручив лейтенанту Джону Боуену створити поселення на Землі Ван-Дімена (так тоді називалася Тасманія), на східному березі річки Деруент, в районі Рісдон-Ков. Поселення було створено у вересні 1803, коли 49 людей (включаючи 24 ув'язнених) на чолі з Боуеном прибули на річку Деруент на двох кораблях — HMS Lady Nelson і Albion.
16 лютого 1804 до поселення Рісдон-Ков прибув Девід Коллінз, призначений першим лейтенант-губернатором на півдні Землі Ван-Дімена. Він залишився незадоволений обраним місцем, і через деякий час переїхав зі своїми супутниками на західний берег річки — на місце, яке отримало назву Саллівен-Ков і навколо якого згодом було побудоване місто Гобарт, нинішня столиця Тасманії. 20 лютого 1804 — дата висадки Девіда Коллінза і його загону у Саллівен-Коув — вважається днем заснування Гобарта.

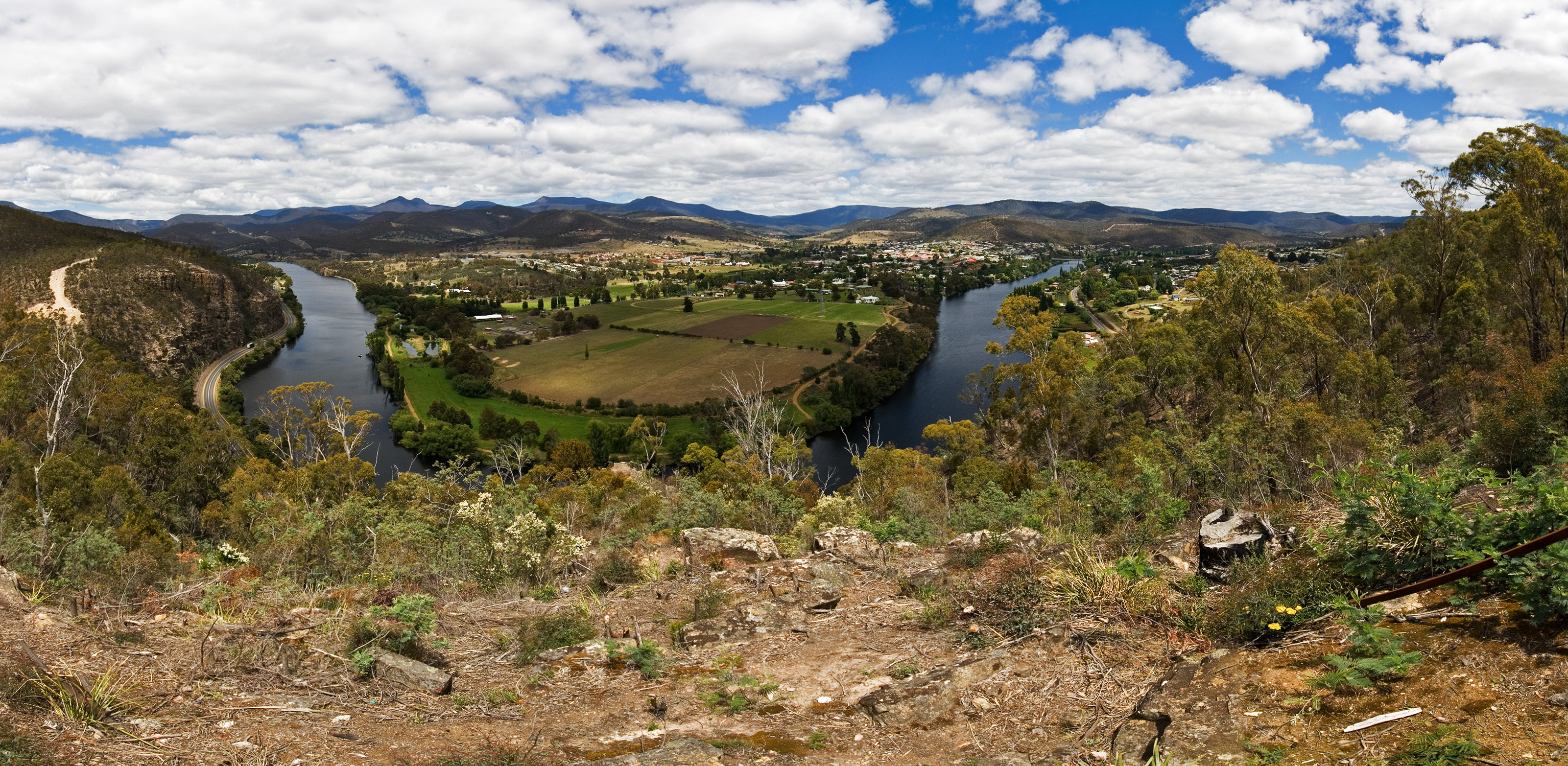
Річка Деруент в Нью-Норфолку

Ще одне поселення, вище за течією річки Деруент, почало організовуватися з листопада 1807 переселенцями з острова Норфолк, де в той час перебувала штрафна колонія для злочинців, яких доставляли туди з Англії та Австралії. Місце для нового міста було визначено в 1811 році губернатором Нового Південного Уельсу Лакланом Маккворі, який назвав його Елізабет-Таун, на ім'я своєї дружини. Однак, жителі хотіли назвати місто «новим» Норфолком (за ім'ям острова, з якого їм довелося виїхати), і з 1825 року місто отримало свою нинішню назву Нью-Норфолк.
Той факт, що річка Деруент витікає з озера Сент-Клер, був відкритий у лютому 1835 експедицією Джорджа Франкленд, який у той час був головним топографом Землі Ван-Дімена. Згідно з власними записами Франкленд, коли вони 11 лютого дісталися озера Сент-Клер, він послав на розвідку вздовж берега одного з членів експедиції, Олександра Маккея, який незабаром повернувся, розповівши про те, що він дістався до річки, яка витікає з озера. Припущення Франкленд і його супутників про те, що це був витік річки Деруент, було підтверджено.
У лютого 1836 року Чарлз Дарвін року був одним з пасажирів судна HMS Beagle, яке зайшло в порт Гобарта, що знаходиться в естуарії річки Деруент. Він описав це у своїй книзі «Подорож натураліста навколо світу на кораблі «Бігль»».
Кінець 1830-х і початок 1840-х років були періодом найбільшої активності китобійного промислу прибережного базування — як в естуарії річки Деруент, так і в інших місцях узбережжя Землі Ван-Дімена. Торгівля китовим жиром і китовим вусом приносила суттєвий прибуток. Починаючи з середини 1840-х років чисельність китів почала зменшуватися, а ціни на продукти китобійного промислу впали у зв'язку з депресією. У результаті цього значна частина китобійних станцій була закрита, а потім закинута.
З другої половини 1840-х років в долині річки Деруент (в основному, в районах, прилеглих до Нью-Норфолка) почали вирощувати хміль, завезений з острова Марая. Були споруджені хмелесушарні, а також посаджені вітрозахисні смуги з чорних тополь, які досі є характерною складовою місцевих пейзажів. У долині Деруент також вирощували картоплю, малину, смородину чорну, полуницю, яблука, груші та абрикоси. Щоправда, періодично траплялися повені, які завдавали шкоди посівам.
Розвитку сільського господарства, а потім і промисловості в долині річки сприяло прокладання залізниць. У 1876 році була відкрита залізнична лінія, що з'єднує Гобарт з Лонсестоном. Від Гобарта вона прямувала на північ уздовж річки Деруент, але відокремлювалася від неї в районі селища Бріджвотер, не сягаючи Нью-Норфолка. У 1887 році була відкрита залізнична гілка ''Derwent Valley Line'', що з'єднує Бріджвотер і Нью-Норфолк, а в 1888 році вона була продовжена до Гленори (Glenora).

### З XX століття

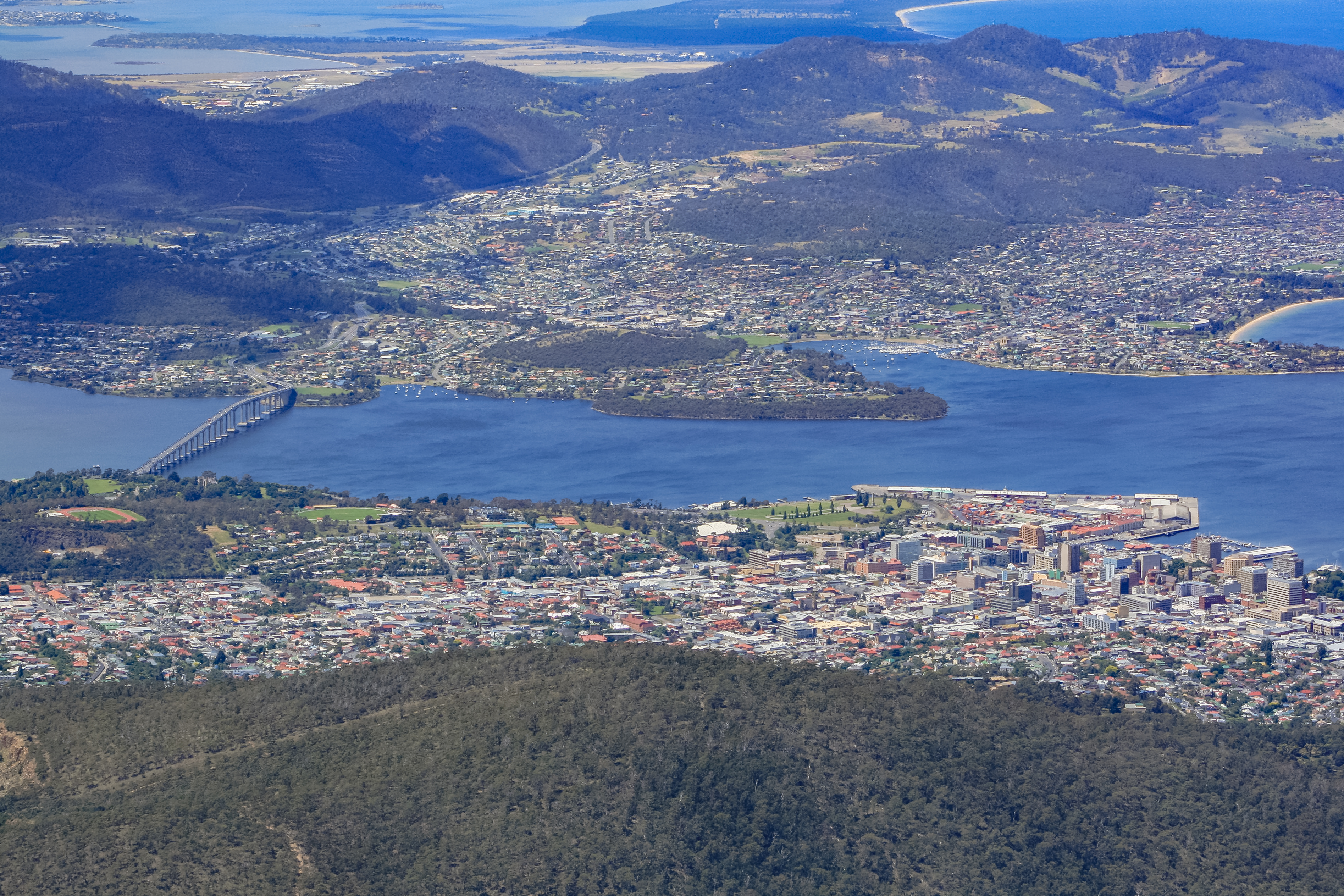
Річка Деруент поблизу міста Гобарт

У 1922 році верхів'я річки Деруент, що примикають до озера Сент-Клер, були включені в охоронну зону (заказник), який в 1947 році був об'єднаний з іншим заказником, що охоплює територію поблизу гори Крейдл. У 1971 році був утворений національний парк Крейдл-Маунтін-Лейк-Сент-Клер, що нині є частиною території, яка називається «Дика природа Тасманії» і включеної в список об'єктів Світової спадщини ЮНЕСКО.
У 1930-х роках на річці Деруент і її притоках почалося будівництво гідроелектростанцій, велика частина яких була введена в дію в 1934—1968 роках. У результаті за курсом течії річки був утворений ряд штучних водойм (водосховищ): Кінг-Вільям (в 1951 році), Ваятіна-Лагун (в 1957 році), Катагуня (у 1962 році), Медоубенк (в 1967 році) та інші.
У 1938 році біля Гобарта почалося будівництво унікального понтонного мосту через естуарій річки Деруент. У грудні 1943 року цей Хобартській міст був введений в експлуатацію, і його відкриття для автомобільного руху сприяло значному зростанню населення на східному березі річки Деруент. Гобартській міст прослужив до серпня 1964 року, коли поруч з ним був побудований Тасманійський міст, який експлуатується донині.

## Географія

### Течія річки та її притоки
Річка Деруент бере початок з південно-східного краю озера Сент-Клер, який примикає до затоки Синтія і називається бухтою Деруент. В озеро Сент-Клер впадають річки Нарціссус і Кюв'є. Річка Деруент витікає через загату Сент-Клер і потрапляє в невелику, порослу травою водойму Сент-Клер-Лагун — невелике водосховище, обмежене однойменною греблею, яка використовується для регулювання стоку води, що витікає з озера. Висота водної поверхні озера Сент-Клер — 737 м над рівнем моря. Висота водної поверхні озера Сент-Клер — 737 м над рівнем моря.
Трохи нижче за течією, біля перетину з автодорогою  Лайелл-Хайвей, знаходиться міст і однойменне селище Деруент-Брідж. В цьому місці річка являє собою невеликий струмок. Трохи нижче за течією від мосту Деруент-Брідж річка впадає в штучне озеро Кінг-Вільям, що знаходиться на висоті 720 м над рівнем моря. У південній частині озера Кінг-Вільям розташована гребля Кларк, побудована в 1951 році, біля підніжжя якої знаходиться гідроелектростанція Батлерс-Гордж.
Далі нижче за течією річка тече гірською ущелиною гірською ущелиною, а потім південно-східному напрямку. Наступна значна притока, Каунсіл, впадає в річку Деруент на позначці близько 400 м. На позначці близько 231 м знаходиться Ваятіна-Лагун, куди впадає річка Найв. Ваятіна-Лагун є штучною водоймою (водосховищем), створеним в результаті будівництва невеликої греблі на річці Деруент.
Ще нижче за течією, на позначці близько 73 м над рівнем моря, знаходиться штучне озеро Медовбенк, створене в 1967 році в результаті будівництва однойменної гідроелектростанції. У Медовбенк впадають дві ліві притоки річки Деруента — Уз і Клайд. Ще одна велика ліва притока — річка Джордан — впадає в естуарій річки Деруент.
У таблиці перераховані основні праві і ліві притоки річки Деруент, штучні та природні водойми, через які вона протікає, а також відповідні їм позначки (показуючи висоту над рівнем моря).
| Праві притоки                 | Праві притоки          |
| Назва                         | Висота над рівнем моря |
| ----------------------------- | ---------------------- |
| Наварр (Navarre River)        | 720 м                  |
| Каунсіл (Counsel River)       | 403 м                  |
| Флорентайн (Florentine River) | 169 м                  |
| Репалс (Repulse River)        | 125 м                  |
| Брод-Ривер (Broad River)      | 98 м                   |
| Джонс (Jones River)           | 73 м                   |
| Тайєнна (Tyenna River)        | 40 м                   |
| Стікс (Styx River)            | 23 м                   |
| Пленті (Plenty River)         | 17 м                   |
| Лаклан (Lachlan River)        | 2 м                    |

| Ліві притоки                            | Ліві притоки           |
| Назва                                   | Висота над рівнем моря |
| --------------------------------------- | ---------------------- |
| Тревеллерс-Рест (Travellers Rest River) | 730 м                  |
| Найв (Nive River)                       | 231 м                  |
| Ді (Dee River)                          | 89 м                   |
| Уз (Ouse River)                         | 73 м                   |
| Клайд (Clyde River)                     | 73 м                   |
| Бек-Рівер (Back River)                  | 9 м                    |
| Джордан (Jordan River)                  | 0 м                    |

| Водойми                            | Водойми                |
| Назва                              | Висота над рівнем моря |
| ---------------------------------- | ---------------------- |
| Сент-Клер (Lake St. Clair)         | 737 м                  |
| Сент-Клер-Лагун (St. Clair Lagoon) | 737 м                  |
| Кінг-Вільям (Lake King William)    | 720 м                  |
| Ваятіна-Лагун (Wayatinah Lagoon)   | 231 м                  |
| Катагуня (Lake Catagunya)          | 169 м                  |
| Репалс (Lake Repulse)              | 125 м                  |
| Клані-Лагун (Cluny Lagoon)         | 98 м                   |
| Медовбенк (Meadowbank Lake)        | 73 м                   |

### Естуарій

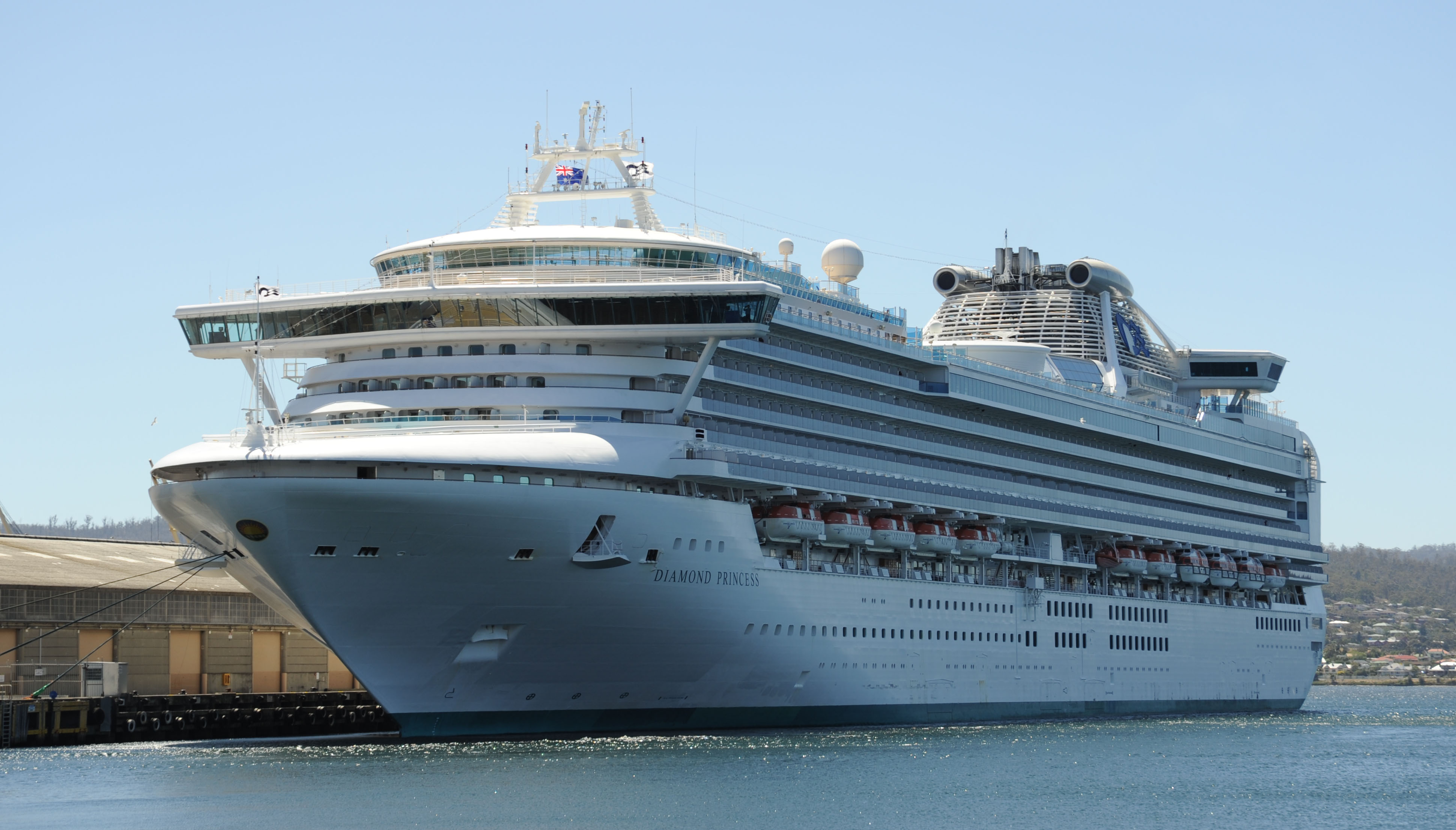
Diamond Princess в порту Гобарта

У районі міста Нью-Норфолк річка Деруент вже досить повноводна, а незабаром за Нью-Норфолком вона перетворюється в естуарій, через який вона з'єднується з морем.
Естуарій річки Деруент можна умовно поділити на три частини — верхній естуарій (від Нью-Норфолка до мосту Бріджвотер), середній естуарій (від мосту Бріджвотер до Тасманового мосту біля Гобарта) і нижній естуарій (від Тасманового мосту до впадання в затоку Сторм). Вода в естуарії солона (морська), але вона стає прісною трохи нижче за течією від Нью-Норфолка.
Нижній естуарій річки Деруент фактично являє собою широку бухту (шириною від 3 до 5 км). У ній розташований порт міста Гобарт, який часто називають найглибшою захищеною гаванню в Південній півкулі. До порту Гобарта заходили такі великі кораблі, як авіаносець USS Enterprise, лінкор USS Missouri, а також круїзний океанський лайнер Diamond Princess водотоннажністю 113000 тонн і висотою 61 м.
Естуарій річки Деруент перетворюється в затоку Сторм), що з'єднується з Тасмановим морем. Біля місця впадання Деруенту в затоку Сторм знаходиться відомий маяк Айрон-Пот, побудований 1832 року — один із найперших в Австралії. Південніше знаходиться острів Бруні, відокремлений від узбережжя Тасманії протокою Д'Антркасто, яка веде до естуарію річки Г'юон.

### Басейн річки
| Частина басейну | Площа (км²) | Опади (мм/рік) |
| --------------- | ----------- | -------------- |
| Верхній Деруент | 3561        | 1375           |
| Нижній Деруент  | 1517        | 956            |
| Уз              | 1478        | 922            |
| Клайд           | 1131        | 607            |
| Джордан         | 1243        | 565            |
| Естуарій        | 319         | 615            |

Басейн річки Деруент поділяється на Верхній Деруент і Нижній Деруент, а також окремо виділяються басейни трьох лівих приток — Уз, Клайд і Джордан. Площі всіх цих частин басейну наведені в таблиці, де також вказана середньорічна кількість опадів. Сукупна площа зазначених вище частин басейну становить 8930 км², а якщо врахувати площу водозбору решти естуарію, то в сумі виходить 9249 км² (як середньорічну кількість опадів для естуарію в таблиці наведено дані для Гобарта).
Приблизно 69 % площі басейну річки Деруент (без естуарію) покриті лісами та іншою дикою рослинністю, 27 % займають сільськогосподарські угіддя, 3 % — водойми, а міські та індустріальні райони займають менше ніж 1 % площі.

### Геологія

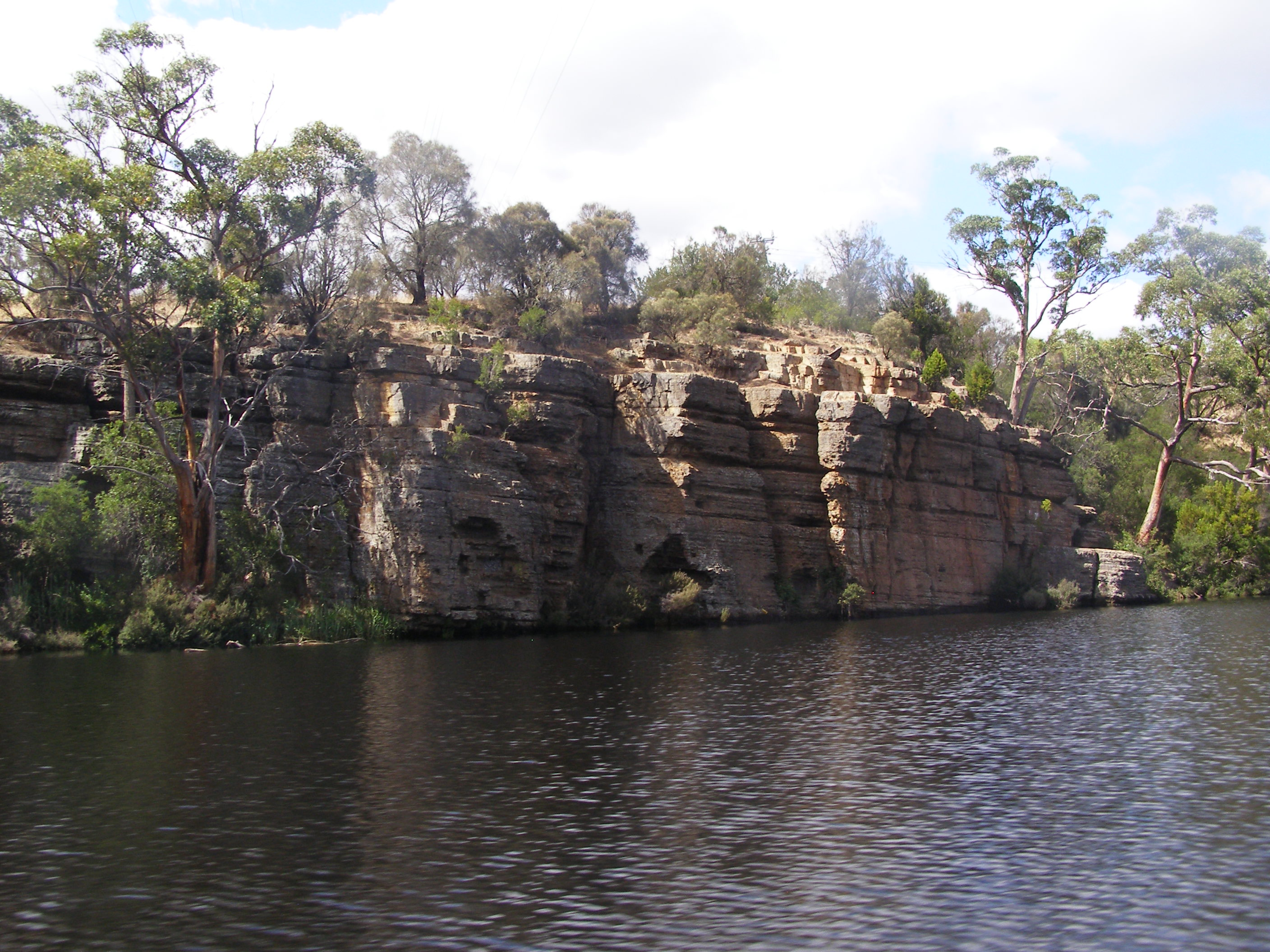
Скелястий берег річки Деруент

З погляду геології, басейн річки Деруент являє собою посткам'яновугільні відкладення, що містять тріасові пісковики, пермські аргіліти та алеврити, що перемежовуються з юрськими долеритами вулканічного походження і третинними базальтовими породами.
Більшу частину площі басейну річки Деруент займають долерити (4456 км²) і осадові породи (+3750 км²), за ними слідують базальтові породи (572 км²), вапняки (142 км²) і карбоновмісні породи (106 км²), а також доломіти (24 км²) і кембрійські рудні родовища (9 км²). Решта басейну покрита озерами.

### Клімат і гідрологія

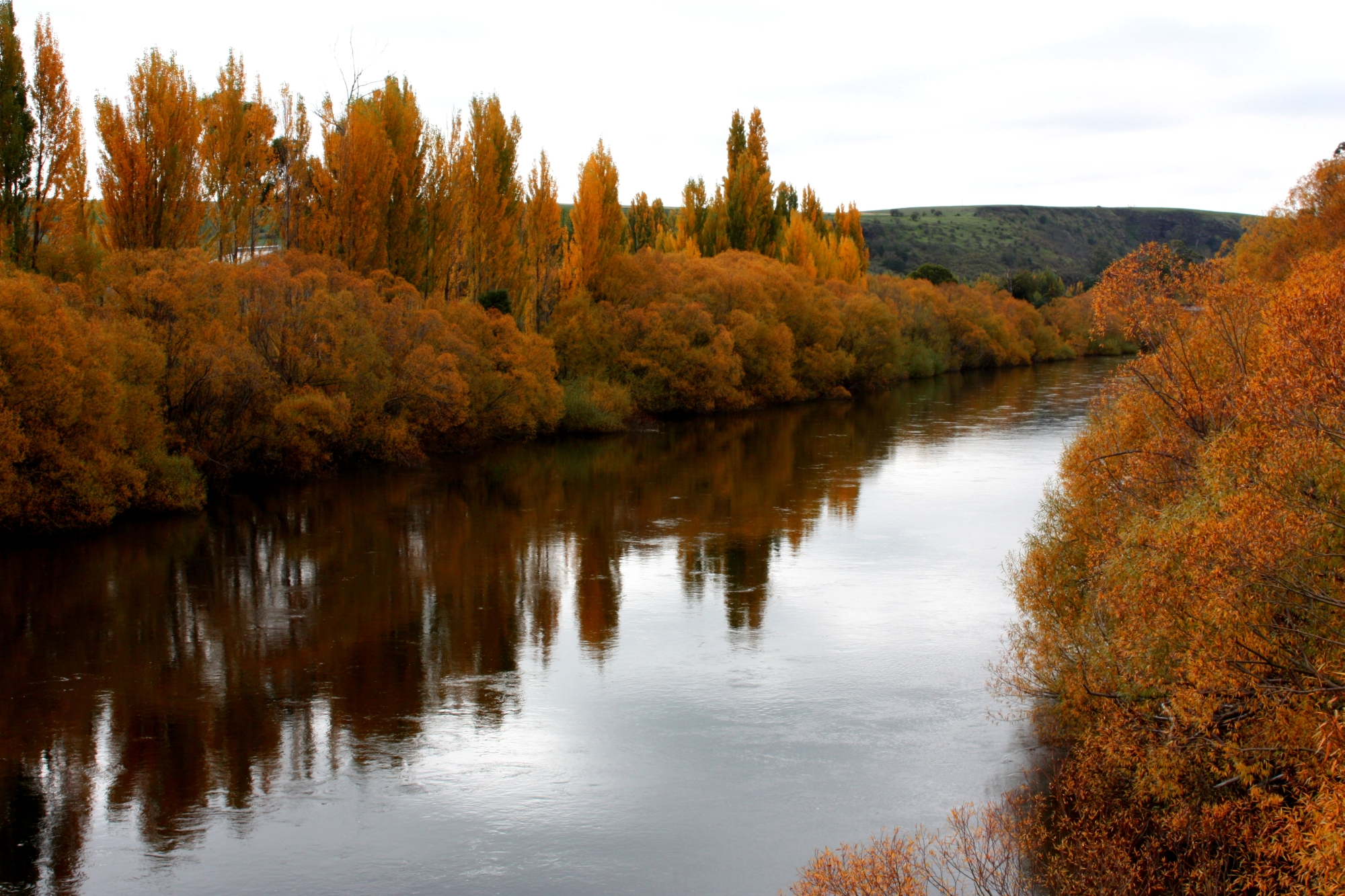
Річка Деруент восени

Кількість атмосферних опадів розрізняється для гірських районів, через які річка протікає у своїй верхній течії, і для рівнинних областей в нижній течії річки. У районі озера Сент-Клер, з якого витікає річка Деруент, середньорічна кількість атмосферних опадів становить 1867 мм, причому максимальна кількість опадів припадає на зиму і початок весни (з січня по березень), а мінімальне — на літо і початок осені (з липня по вересень).. У нижній течії річки, в районі Буші-Парку (знаходиться приблизно за 15 км на захід від Нью-Норфолка), опадів випадає менше — в середньому, 573 мм/рік, з відносно рівномірним розподілом по місяцях.
Більш детальна інформація про середні температури повітря і кількість атмосферних опадів наведена в кліматограмах.
| Кліматограма озера Сент-Клер (нац. парк)                                                                                         | Кліматограма озера Сент-Клер (нац. парк) | Кліматограма озера Сент-Клер (нац. парк) | Кліматограма озера Сент-Клер (нац. парк) | Кліматограма озера Сент-Клер (нац. парк) | Кліматограма озера Сент-Клер (нац. парк) | Кліматограма озера Сент-Клер (нац. парк) | Кліматограма озера Сент-Клер (нац. парк) | Кліматограма озера Сент-Клер (нац. парк) | Кліматограма озера Сент-Клер (нац. парк) | Кліматограма озера Сент-Клер (нац. парк) | Кліматограма озера Сент-Клер (нац. парк) |
| --- | ---------------------------------------- | ---------------------------------------- | ---------------------------------------- | ---------------------------------------- | ---------------------------------------- | ---------------------------------------- | ---------------------------------------- | ---------------------------------------- | ---------------------------------------- | ---------------------------------------- | ---------------------------------------- |
| С | Л                                        | Б                                        | К                                        | Т                                        | Ч                                        | Л                                        | С                                        | В                                        | Ж                                        | Л                                        | Г                                        |
| 102 19 6 | 81 19 6                                  | 110 17 4                                 | 137 13 3                                 | 157 10 2                                 | 170 8 0                                  | 203 7 0                                  | 246 8 0                                  | 222 10 1                                 | 184 13 2                                 | 135 16 4                                 | 132 17 5                                 |
| Середня макс. і мін. температури повітря (°C) Атмосферні опади (мм), за рік : 1879 мм. Джерело: Australian Bureau of Meteorology |                                          |                                          |                                          |                                          |                                          |                                          |                                          |                                          |                                          |                                          |                                          |

| Кліматограма Буши-Парку (поблизу Нью-Норфолка)                                                                                  | Кліматограма Буши-Парку (поблизу Нью-Норфолка) | Кліматограма Буши-Парку (поблизу Нью-Норфолка) | Кліматограма Буши-Парку (поблизу Нью-Норфолка) | Кліматограма Буши-Парку (поблизу Нью-Норфолка) | Кліматограма Буши-Парку (поблизу Нью-Норфолка) | Кліматограма Буши-Парку (поблизу Нью-Норфолка) | Кліматограма Буши-Парку (поблизу Нью-Норфолка) | Кліматограма Буши-Парку (поблизу Нью-Норфолка) | Кліматограма Буши-Парку (поблизу Нью-Норфолка) | Кліматограма Буши-Парку (поблизу Нью-Норфолка) | Кліматограма Буши-Парку (поблизу Нью-Норфолка) |
| --- | ---------------------------------------------- | ---------------------------------------------- | ---------------------------------------------- | ---------------------------------------------- | ---------------------------------------------- | ---------------------------------------------- | ---------------------------------------------- | ---------------------------------------------- | ---------------------------------------------- | ---------------------------------------------- | ---------------------------------------------- |
| С | Л                                              | Б                                              | К                                              | Т                                              | Ч                                              | Л                                              | С                                              | В                                              | Ж                                              | Л                                              | Г                                              |
| 41 24 10 | 35 24 10                                       | 39 22 8                                        | 46 18 6                                        | 45 14 4                                        | 48 11 2                                        | 50 11 1                                        | 54 13 2                                        | 54 15 4                                        | 57 18 6                                        | 53 20 8                                        | 50 22 9                                        |
| Середня макс. і мін. температури повітря (°C) Атмосферні опади (мм), за рік : 572 мм. Джерело: Australian Bureau of Meteorology |                                                |                                                |                                                |                                                |                                                |                                                |                                                |                                                |                                                |                                                |                                                |

Середньобагаторічна витрата води річки Деруент в створі Медовбенка становить 90 м³/с. У створі Нью-Норфолка, розташованого приблизно за 46 км нижче за течією від озера Медовбенк, середньорічне значення витрати води становить 123 м³/с. У 2003 році середньорічна витрата води становила 106 м³/с, у 2008 році — 61,8 м³/с. Середньорічна витрата води змінюється від 50 м³/с до 140 м³/с. Середньомісячні значення витрат води більші в другій половині року (з липня по жовтень), коли проходять паводки та можуть траплятися повені.

### Флора і фауна
Типи рослинності в різних частинах басейну річки Деруент відповідають відмінностям клімату та геології. У більш вологих західних районах ростуть евкаліптові та дощові ліси. На півночі, ближче до витоку річки, переважають альпійські пустища і вологі ліси. У південних частинах, де випадає набагато менше опадів, зараз в основному луки та пасовища, а також сільськогосподарські угіддя. Раніше берега річки були покриті заростями казуарини та інших дерев і чагарників, але після початку освоєння річки європейськими поселенцями вони були розчищені.
У водоймах, через які річка Деруент протікає у своїй верхній течії — Кінг-Вільям і Сент-Клер-Лагун, а також в озері Сент-Клер, — водяться форель струмкова і форель райдужна. Ці місця популярні серед рибалок. В озері Кінг-Вільям спочатку була тільки форель струмкова, а форель райдужну там спеціально розводили. Крім цього, в озері Сент-Клер і штучній водоймі Сент-Клер-Лагун водяться галаксії виду Galaxias brevipinnis. Довжина дорослих особин цього виду може перевищувати 25 см. Також зустрічаються Galaxias truttaceus.

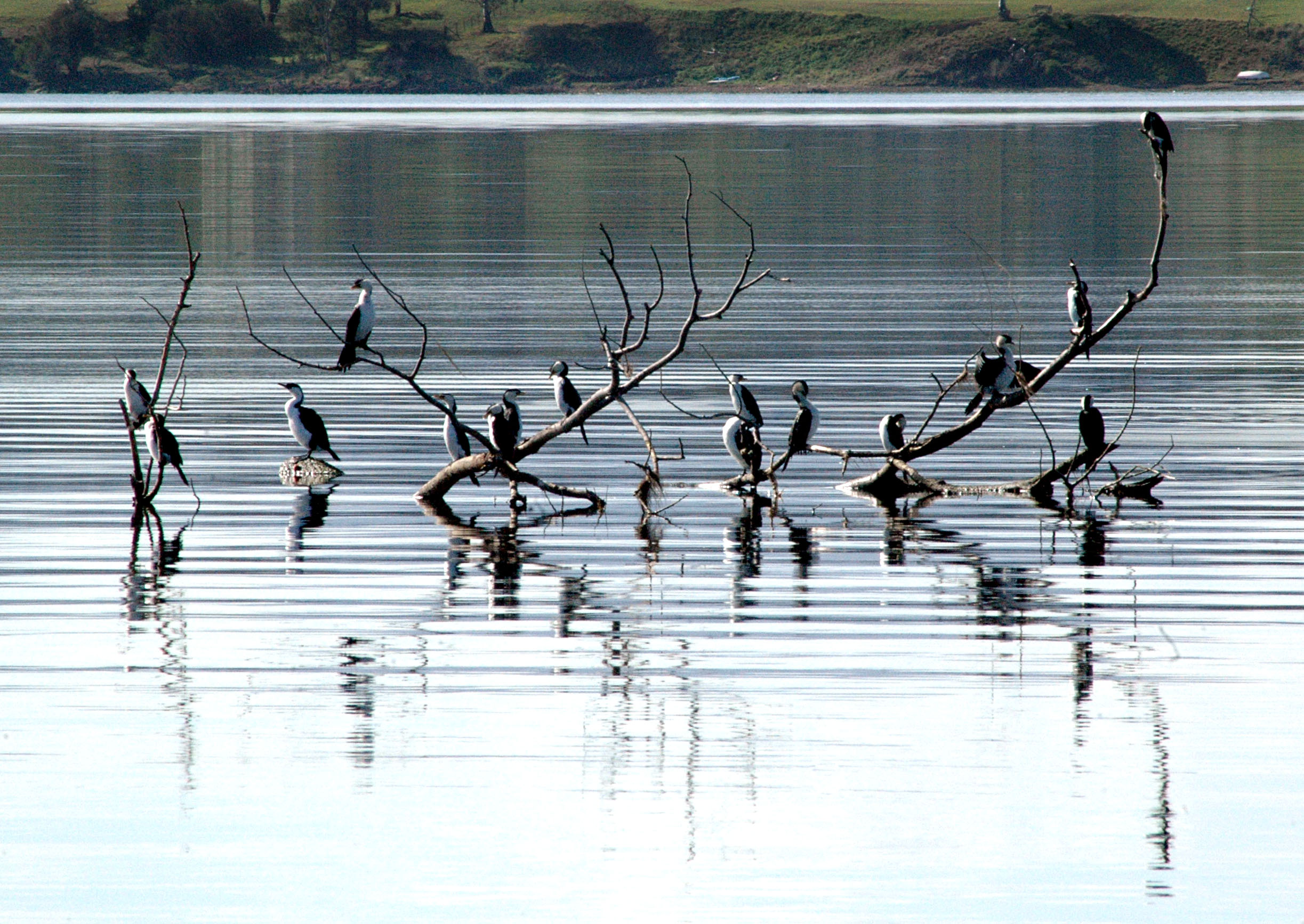
Баклан строкатий на річці Деруент

Серед риб, які мігрують між прісною водою верхньої частини річки та солоною водою естуарію, крім форелі струмкової та форелеподібної галаксії, зустрічаються Lovettia sealii, галаксія звичайна, Neochanna cleaveri, Acanthopagrus butcheri, Aldrichetta forsteri, Anguilla australis, геотрія і Mordacia mordax. У естуарії річки Деруент також водяться риби виду Brachionichthys hirsutus, що належать до сімейства Brachionichthyidae.
У пониззі річки Деруент зустрічаються понад 100 видів птахів, серед яких савка сіра, лебідь чорний, качка гриваста, крижень, крижень австралійський, широконіска австралійська, чирянка австралійська, пірникоза австралійська, пірникоза сивоголова, буревісник тонкодзьобий, океанник Вільсона, сула австралійська, баклан строкатий, баклан білогрудий, баклан великий, пелікан австралійський, чепура австралійська, чепура мала, чепура велика, орлан білочеревий, яструб бурий, яструб тасманійський та інші. Уздовж берегів естуарію зустрічаються колонії пінгвінів малих — у 2013 році нарахували понад 100 пар цих птахів.
Серед морських ссавців, що зустрічаються в естуарії річки Деруент, є кити, дельфіни та тюлені. З китів можна спостерігати косаток, китів південних і горбатих китів. Горбаті та південні китові з'являються в естуарії в середині травня, а найбільша їх кількість припадає на зимові місяці — червень і липень. Хоча ці два види були майже повністю винищені до кінця XIX сторіччя в результаті китобійного промислу, їх чисельність потроху відновлюється. З дельфінів часто можна бачити афалін звичайних і дельфінів білобоких. З тюленів в основному спостерігаються представники австралійського підвиду Arctocephalus pusillus. Також зустрічаються морські леопарди, новозеландські морські котики, морські слони південні та австралійські морські леви.

### Мости
Існує кілька мостів через річку Деруент. Починаючи від Гобарта вгору за течією, це Тасманійський міст (з п'ятьма смугами руху), чотирисмуговий міст Бовен, а також двосмуговий міст Бріджвотер. Тасманійський міст був побудований в 1964 році, а до цього трохи вище за течією стояв унікальний понтонний Гобартский міст.
Наступним перетинанням вгору за течією від мосту Бріджвотер є міст у Нью-Норфолку (New Norfolk Bridge). Вгору за течією є ще кілька мостів, останнім з яких є Деруент-Брідж поряд з витоком річки.

## Господарське використання
Прісноводна частина річки Деруент (вище Нью-Норфолка) забезпечує значну частину питної води для населених пунктів, що знаходяться в басейні річки (включно з Гобартом), а також є важливим джерелом гідроелектричної енергії. Нижче за течією, навколо естуарію річки Деруент, проживає значна частина населення Тасманії (за даними на 2013 рік, близько 216 000 осіб — приблизно 40 % населення всієї Тасманії). Тут знаходиться порт міста Гобарт, а також багато промислових підприємств, включаючи виробництво паперу, цинку, шоколаду, а також суднобудування. У районі Гобарта і його околиць функціонує система водного пасажирського транспорту Ferries in Hobart.

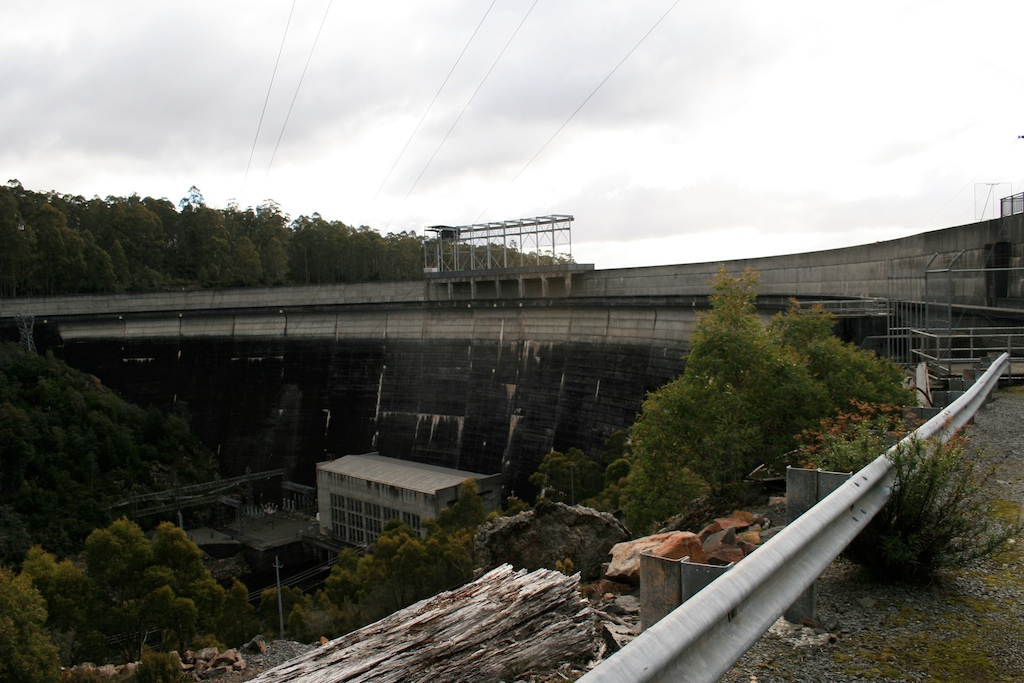
Гребля Кларк і гідроелектростанція Батлерс-Гордж біля південного краю озера Кінг-Вільям

На річці Деруент і її притоках є кілька гідроелектростанцій, велика частина яких була побудована в 1934—1968 роках. З десяти основних гідроелектростанцій дві знаходяться у верхній течії Деруента, по одній — на річках Найв і Ді (обидві є лівими притоками Деруента), і ще шість — у нижній течії річки Деруент.
У верхній течії річки Деруент знаходяться гідроелектростанції Батлерс-Гордж (потужністю 12,7 МВт) і ГЕС Тарраліа (93,6 МВт). На річці Найва розташована гідроелектростанція ГЕС Тангатін (130,5 МВт), до якої також відводиться частина потоку води річки Ді, що проходить через гідроелектростанцію Лейк-Еко (33,5 МВт).
У нижній течії річки Деруент знаходяться шість великих гідроелектростанцій: ГЕС Лапута (87,3 МВт), Ваятіна (45,9 МВт), Катагуня (50 МВт), Репалс (29,1 МВт), Клани (18,6 МВт) і Медовбенк (41,8 МВт). Найнижча за течією гідроелектростанція — Медовбенк — розташована за 46 км вище Нью-Норфолка).
Використання води басейну річки Деруент з іншою метою охоплює (за даними на 2011 рік) рибництво (38,6 %), іригацію (30,2 %), споживання води населеними пунктами (20,7 %) і використання води в комерційних цілях (10,5 %).

## Річка Деруент в мистецтві
Кілька картин, на яких зображена річка Деруент, були написані англійським художником Джоном Гловером, який з 1831 року жив на Землі Ван-Дімена (так до середини 1850-х років називалася Тасманія). Одна з найбільш ранніх картин цього періоду, написана в 1831 році — «Місто Гобарт і річка Деруент» (англ. Hobart Town and River Derwent). Інша відома картина Гловера, написана 1834 року — «Вид на гору Веллінгтон і Гобарт від Кенгуру-Пойнт» (англ. Mount Wellington and Hobart Town from Kangaroo Point, розмір картини 76,2 × 152,4 см). На передньому плані цієї картини зображений естуарій річки Деруент, а на задньому — гора Веллінґтон. Ця картина є частиною зборів Національної галереї Австралії. Окрім цього, відома його картина «Будинок Робінсона на річці Деруент, Земля Ван-Дімена» (англ. Mr Robinson's house on the Derwent, Van Diemen's Land, розмір картини 48,2 × 98 см), написана 1838 року, яка також знаходиться в Національній галереї Австралії. На ній зображена річка Деруент трохи вище за течією від Гобарта — там, де зараз знаходиться північне передмістя Гобарта Гленоркі.
Кілька видів Гобарта і річки Деруент написав австралійський художник норвезького походження Кнуд Булл, який жив у Гобарті в 1850-х роках. Одна з його картин називається «Вид на Гобарт» (англ. View of Hobart Town) — на ній зображений вид на місто та річку Деруент з одного із навколишніх пагорбів.
Ряд картин із зображенням річки Деруент написав художник французького походження Готон Форрест, який з 1876 року жив в Тасманії. До числа його картин відносяться «Еспланада, річка Деруент, Нью-Норфолк» (англ. The Esplanade, Derwent River, New Norfolk), «Скеля Палп, річка Деруент, Нью-Норфолк» (англ. Pulpit Rock, Derwent River, New Norfolk) та інші.
Є також картини з краєвидами річки Деруент австралійського художника, уродженця Гобарта Вільяма Чарлза Пігеніта — «Річка Деруент, Тасманія» (англ. River Derwent, Tasmania) та інші.